# 杨洁篪
杨洁篪（1950年5月1日—），上海人，中国共产党、中华人民共和国外交官及政治人物，原副国级领导人。南京大学历史学系世界史专业毕业，曾任中共中央政治局委員，中央外事工作委员会秘书长兼办公室主任、中央對臺工作領導小組秘书长、国务委员、外交部长、第十二届国务院党组成员。1968年9月参加工作，1971年12月加入中国共产党，是中共第十六届中央候补委员，第十七、十八、十九届中央委员，十九届中央政治局委员。曾任中华人民共和国外交部部长助理兼中华人民共和国外交部北美大洋洲司司长、副部长、驻美国大使、外交部常务副部长、外交部长等职。
在其职业外交生涯中，曾经三度被派往海外工作，并且每次都派驻美国，前后在中国驻美国大使馆工作过12年，与布什家族建立了良好关系。有媒体披露，布什家族在某些情况下，会选择与杨洁篪私下沟通，作为與中国政府沟通的管道。杨洁篪在美国外交场上的绰号“老虎杨”，就是美国前总统老布什取的。

## 生平

### 早年经历
杨洁篪生于上海市黄浦区北京西路、温州路周边一个寻常里弄的一个普通家庭。他的名字是一位熟悉古汉语的亲属给起的。1963年，杨洁篪考入上海外国语学院附属中学（今上海外国语大学附属外国语学校），与日后的工作搭档王光亚是室友。受文化大革命的影响，他于1968年辍学，进入上海浦江电表厂当工人。在工厂的四年间，他仍然坚持学英语，保持外语水平。但事实上，他并未在公开场合展现过流利的英语交流能力。1972年美国总统尼克松访华后，国务院总理周恩来指示应该加速培养新的外语人才以适应国际形势发展的需要，并根据1971年11月中共中央主席毛泽东的指示精神，批准从中国几所外国语学校高中毕业生和外语学院尚未毕业的在校生中，选拔一批派到国外留学或到使馆当学员。1972年、1973年两年，外交部先后选拔了130多人。其中杨洁篪被选中，曾先后就读于伊林學院（Ealing College，今西伦敦大学）、巴斯大学和伦敦经济学院；与其同期被派赴英国进修的，还有后来成为杨洁篪夫人的乐爱妹、中学室友王光亚及其夫人陈姗姗，以及沙祖康、周文重、龙永图等人。
1975年杨洁篪毕业后回国，被分配到外交部翻译室担任专职翻译。1977年，老布什应邀访问中国时，杨洁篪被派为全程陪同翻译。

### 外交生涯
1983年起，杨洁篪历任中国驻美国大使馆二秘、一秘、参赞，北美大洋洲司参赞、兼处长、副司长。1993年任驻美国使馆公使，1995年任外交部部长助理兼美大司司长。1998年2月，48岁的杨洁篪升任外交部副部长。
2001年2月16日，第九届全国人大常委会决定任命51岁的杨洁篪接替李肇星为中华人民共和国第七任驻美国大使。这也是中美建交22年来，中国派出的最年轻的大使，比其前任李肇星年轻了10岁。2001年4月，就在杨洁篪出任驻美大使不久，中美南海撞机事件发生，他曾经一日之内四次奔走于美国国务院、国会与中国驻美国大使馆之间，表达中方的立场，全力化解国会方面对中国的反弹敌意。还曾经一天两次出现在美国电视上，阐述中方看法。这场危机最终得以化解，而杨洁篪也赢得了个人威望。2003年宋美齡去世时，杨洁篪受中国人民政治协商会议全国委员会的委托，参加宋美龄的吊唁活动。在驻美大使期间，杨洁篪在职攻读钱乘旦的博士，并于2006年获得南京大学历史学系世界史专业博士学位。
2004年12月，杨洁篪任满回国，再次出任外交部副部长。2005年5月，任外交部副部长、党委副书记。外界认为他是下一任外长的有力竞争者，但是有媒体爆出其健康状况不佳的消息。报道称杨洁篪心脏不好，曾经做过搭桥手术。

### 担任外长

#### 2007年

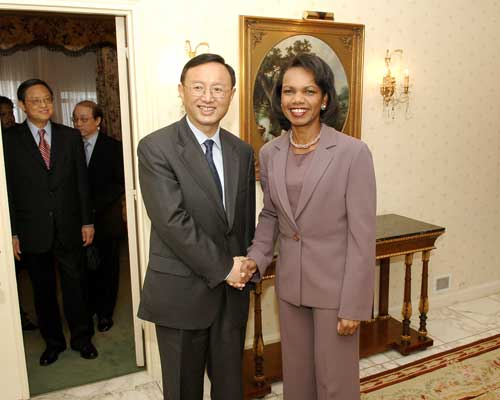
2007年9月23日，杨洁篪与美国国务卿赖斯会面

2007年4月27日，第十届全国人大常委会第二十七次会议经表决决定，根据温家宝总理提名，任命杨洁篪为外交部部长，接替已经到退休年龄的李肇星。同日国家主席胡锦涛签署主席令（第六十四号）正式任命。5月28日至29日，出席在德国汉堡举行的中欧外长会晤和第八届亚欧外长会议。
6月1日，外长杨洁篪同哥斯达黎加外交部长斯塔诺在北京代表各自政府共同签署了《中华人民共和国和哥斯达黎加共和国关于建立外交关系的联合公报》，决定两国自签署建交公报之日起建立大使级外交关系。6月6日至10日，杨洁篪陪同中共中央总书记、国家主席胡锦涛出席在德国举行的八国集团同发展中国家领导人对话会议（G8+5），并对瑞典进行国事访问。7月12日至15日，应俄罗斯联邦外交部长谢尔盖·维克托罗维奇·拉夫罗夫邀请，杨洁篪对俄罗斯进行访问。9月3日至9月9日，杨洁篪陪同胡锦涛对澳大利亚进行国事访问，并出席在悉尼举行的亚太经合组织第十五次领导人非正式会议。
9月18日，台湾发动14个邦交国企图在第62届联合国大会上，就总务委员会建议不将台湾申请入联的提案列入议程予以翻案，杨洁篪率领中华人民共和国动员了141个国家发言反对。9月23日，正在纽约出席联合国大会的杨洁篪会见美国国务卿赖斯，赖斯就台湾问题表示美国坚持一个中国政策。12月4日至12月9日，杨洁篪对英国、马来西亚、老挝进行访问。12月5日，他在伦敦会见英国外交大臣戴维·米利班德，英国明确表示反对台湾的入联公投计划。12月8日，马来西亚总理阿都拉·巴达威在总理官邸会杨洁篪，随后杨洁篪同马来西亚外长赛义德举行会谈，双方表示将加紧制定战略性合作共同行动计划。

#### 2008年

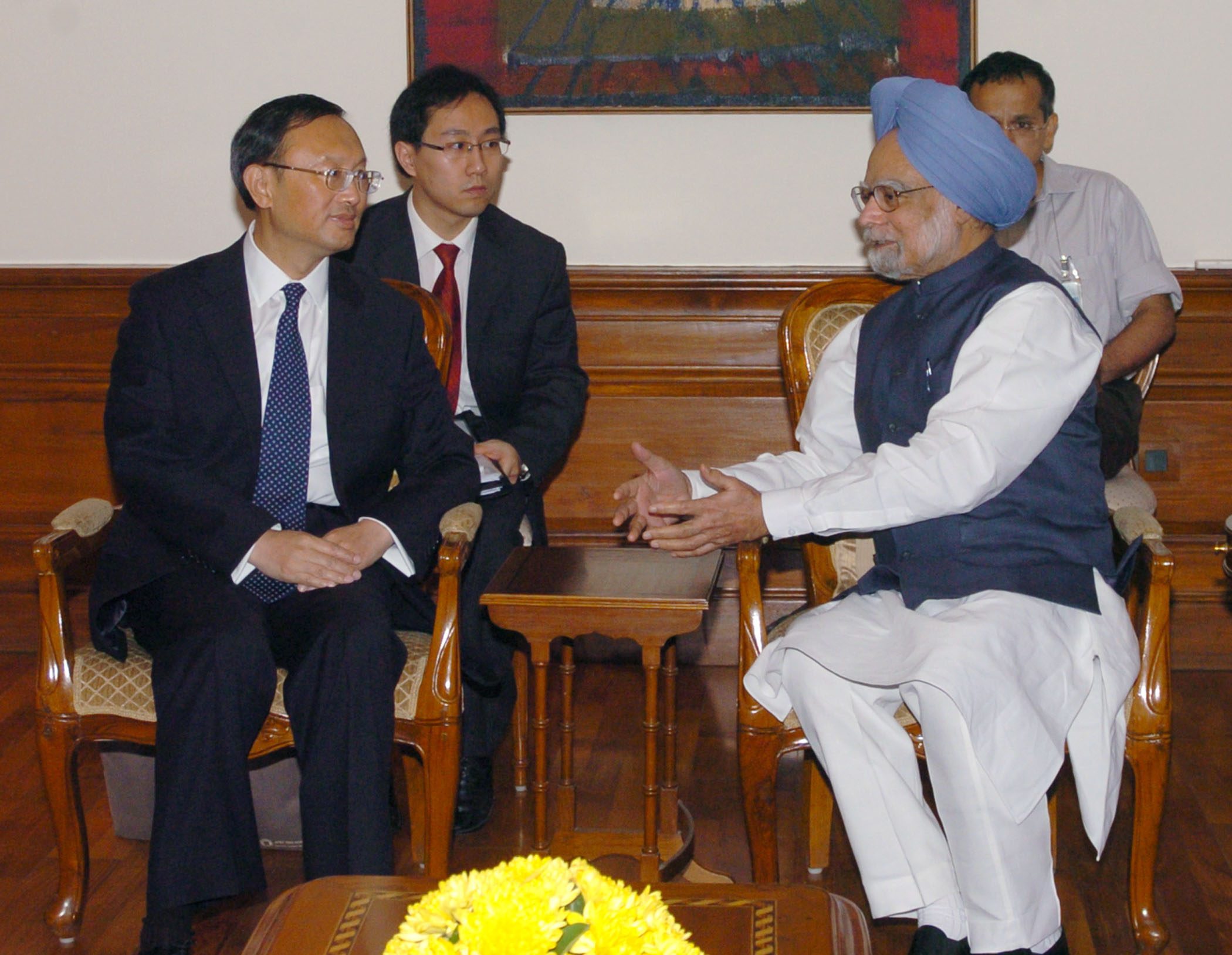
2008年9月8日，杨洁篪外长在新德里会见印度总理辛格

按照中国外长新年首次出访均为非洲国家的外交惯例，1月7日至11日，杨洁篪出访刚果、南非、布隆迪、埃塞俄比亚。1月31日至2月5日，对柬埔寨、文莱、澳大利亚进行访问，并启动中澳战略对话。同年3月第十一届全国人民代表大会第一次会议上，他连任外交部部长。同日国家主席胡锦涛签署主席令（第二号）正式任命。3月26日，马拉维驻华大使馆在京开馆，马拉维总统穆塔里卡和杨洁篪共同主持了开馆仪式。4月17日至4月20日，访问日本，双方为胡锦涛访问日本做前期准备。5月6日至10日，他陪同胡锦涛对日本进行了国事访问，这次访问是中国国家元首时隔10年首次访日，双方并签署《中日关于全面推进战略互惠关系的联合声明》。
7月7日至9日，杨洁篪陪同中共中央总书记、国家主席胡锦涛出席在日本札幌举行的八国集团同有关国家领导人对话会议。7月29日，杨洁篪抵达华盛顿白宫，会见美国总统布什，落实中美元首在日本北海道会晤共识。同日出席中国驻美国大使馆新馆开馆仪式并致辞。8月25日至30日，杨洁篪陪同胡锦涛访问韩国、塔吉克斯坦、土库曼斯坦，并出席上海合作组织杜尚别峰会。8月31日至9月1日，对保加利亚进行访问。9月2日至4日作为胡锦涛主席特使赴赞比亚出席姆瓦纳瓦萨总统葬礼。9月7日，出席中国驻印度加尔各答总领事馆开馆仪式。9月底，抵达联合国总部出席第63届联合国大会。9月22日，出席非洲发展高级别会议。11月14日至15日，他陪同胡锦涛出席在华盛顿举行的二十国集团领导人金融市场和世界经济峰会，以商谈全球国家合力对应世界金融危机问题；并随后陪同胡锦涛对哥斯达黎加、古巴、秘鲁、希腊进行国事访问。12月2日至6日，杨洁篪外长对尼泊尔、缅甸进行访问。

#### 2009年

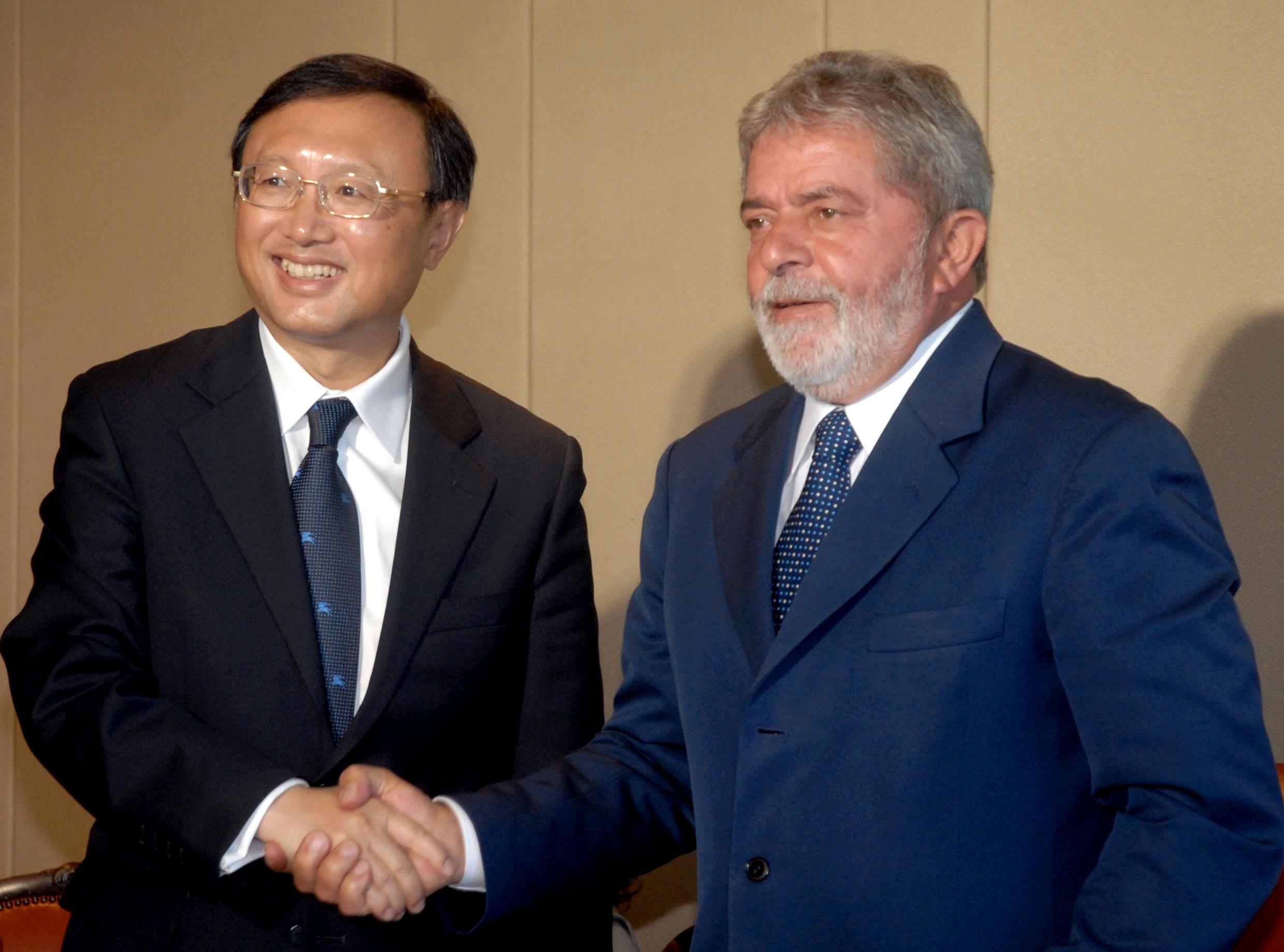
2009年1月19日，外交部长杨洁篪会见巴西总统路易斯·伊纳西奥·卢拉·达席尔瓦

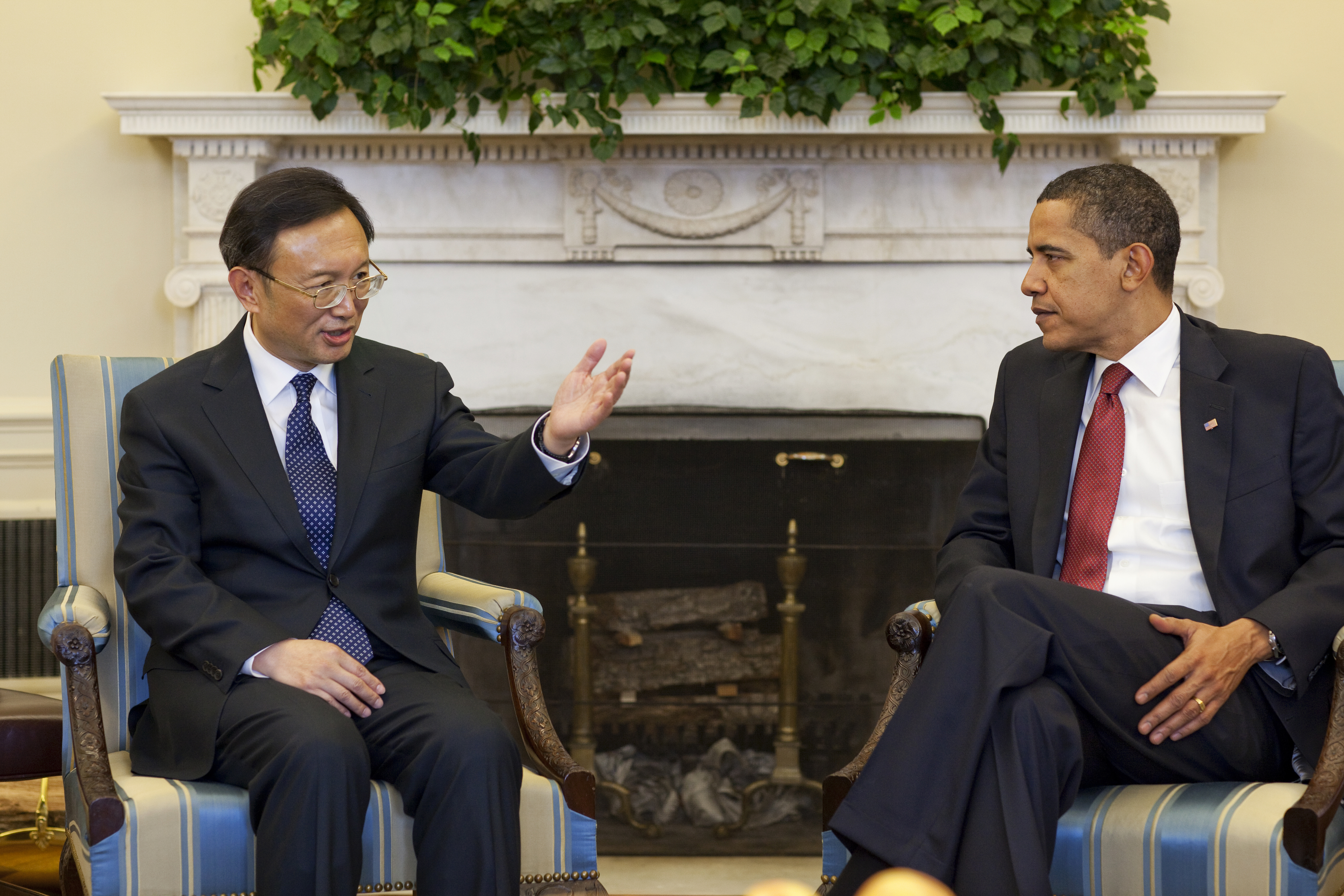
2009年3月12日，杨洁篪访问美国白宫，与美国总统奥巴马会谈

1月13日至21日，杨洁篪访问乌干达、卢旺达、马拉维、南非、巴西、葡萄牙六国。期间1月14日，与卢旺达总统卡加梅在首都基加利会面。1月15日，与马拉维总统穆塔里卡在马拉维经济中心布兰太尔市会见。1月19日，与巴西总统路易斯·伊纳西奥·卢拉·达席尔瓦会面。2月10日至17日，杨洁篪陪同胡锦涛对沙特阿拉伯、马里、塞内加尔、坦桑尼亚、毛里求斯进行国事访问。
3月11日，他抵达美国，在华盛顿会见了美国财政部长盖特纳、美国国务卿希拉里•克林顿。3月12日，他抵达美国白宫，与美国总统奥巴马、美国副总统拜登、国务卿希拉里·克林顿、总统国家安全事务助理詹姆斯·琼斯会见。4月1日至3日，杨洁篪陪同胡锦涛出席二十国集团领导人第二次金融峰会。4月21日，他对埃及、巴勒斯坦、以色列、叙利亚和俄罗斯五国进行正式访问。6月14日至20日，杨洁篪陪同胡锦涛对俄罗斯、斯洛伐克、克罗地亚进行国事访问。6月21日，他出访加拿大，并于6月22日会见加拿大参议长金塞拉。6月23日，他与加拿大总理哈珀举行会谈。
7月24日，他在北京钓鱼台国宾馆与联合国秘书长潘基文举行会谈。8月11日，他出访约旦，并与约旦首相扎哈比、代国王费萨尔进行会面。8月12日，他抵达日内瓦，出席裁军谈判会议，并会见联合国裁军谈判会议秘书长奥尔忠尼启泽、世界卫生组织总干事陈冯富珍。8月13日，会见联合国难民署高级专员古特雷斯、世界经济论坛主席施瓦布。8月19日，他与来华访问的新加坡外交部长杨荣文举行会谈。8月20日，与来访的塞尔维亚外长耶雷米奇会谈。8月21日，与来访的马里外交和国际合作部长瓦内会谈。8月24日，会见巴基斯坦总统阿西夫·阿里·扎尔达里。8月30日，会见了来访的土耳其总理特别代表、国务部长恰拉扬。9月2日，与古巴外长罗德里格斯举行会谈；同日会见法国总统外事顾问雷维特。
9月8日，他在北京与来访的非洲联盟委员会主席让·平共同主持了中国—非盟第二次战略对话。9月19日，在京出席新中国60年外交理论研讨会开幕式。9月21日至25日，他陪同胡锦涛出席联合国系列峰会和二十国集团领导人第三次金融峰会。9月28日第三次中日韩外长会议在上海举行，他会见日本外相冈田克也、韩国外长柳明桓。9月29日，会见了来华访问的美国常务副国务卿斯坦伯格。
10月4日至10月6日，他陪同国务院总理温家宝访问朝鲜，参加中朝建交60周年活动。10月27日，杨洁篪出席中俄印三国外长会晤并达成重要共识，三国外长发表了《中华人民共和国、俄罗斯联邦和印度共和国外交部长会晤联合公报》。11月10日至13日，杨洁篪陪同中共中央总书记、国家主席胡锦涛访问马来西亚、新加坡并出席在新加坡举行的亚太经合组织第十七次领导人非正式会议。11月20日，在东京会见日本首相鸠山由纪夫。11月29日，杨洁篪在南京同欧盟轮值主席国瑞典外交大臣比尔特、欧盟委员会对外关系委员瓦尔德纳和欧盟候任主席国西班牙外交国务秘书洛萨达举行会晤。
12月9日，杨洁篪和外交部部长助理翟隽分别会见了美国副国务卿伯恩斯。12月10日，杨洁篪在北京会见了阿曼外交部秘书长赛义德·巴德尔。12月12日，在阿斯塔纳会见哈萨克斯坦国务秘书兼外长绍达巴耶夫。12月17日至18日，他陪同国务院总理温家宝赴丹麦出席哥本哈根气候变化会议领导人会议。12月28日，杨洁篪会见来京述职的香港特区行政长官曾荫权。12月29日，在京会见陪同尼泊尔总理尼帕尔访华的尼泊尔副总理兼外长苏贾塔·柯伊拉腊。同日，与来访的吉布提外交和国际合作部长优素福举行会谈。12月30日，杨洁篪外长会见韩国新任驻华大使柳佑益。

#### 2010年

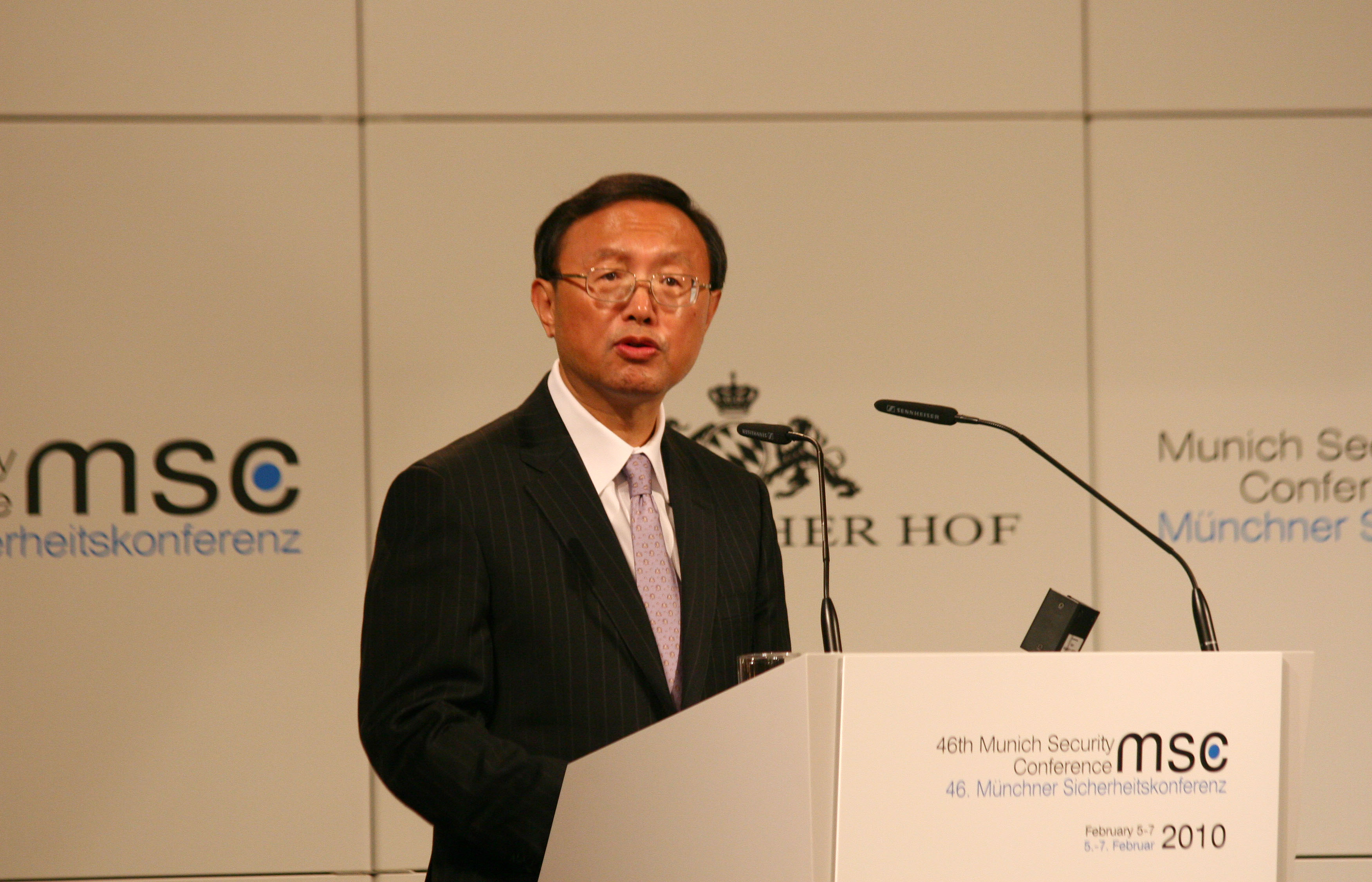
2010年2月5日，杨洁篪出席慕尼黑安全政策会议

1月5日，马尔代夫总统纳希德在首都马累会见到访的中国外长杨洁篪。2010年1月6日至7日，杨洁篪访问非洲肯尼亚，并与肯尼亚总统齐贝吉和总理奥廷加会面。8日至9日，访问尼日利亚。9日至10日，访问塞拉利昂，与塞拉利昂总统科罗马会面。10日至11日，访问阿尔及利亚，与阿尔及利亚总统布特弗利卡会面。11日至12日，访问摩洛哥，与摩洛哥首相法西会面。12日至13日，访问沙特阿拉伯，与沙特阿拉伯国王阿卜杜拉会面。1月14日，就联合国人员在海地伤亡向潘基文致慰问电，1月17日，他向在海地地震中因执行联合国维和任务牺牲的战士家属致唁电。1月25日，他对土耳其进行访问，期间作为中国领导人胡锦涛的特别代表出席在伊斯坦布尔举行的土耳其阿富汗问题地区峰会，并与阿富汗总统卡尔扎伊、土耳其总理埃尔多安会面。1月28，出席在伦敦举行的阿富汗问题国际会议。2月1日，他对塞浦路斯进行访问，并与塞浦路斯总统赫里斯托菲亚斯会面。2月3日，他出访法国，并同法国外长库什内举行会谈。2月4日与法国总统萨科齐会面。2月5日至7日，他出席在慕尼黑举行的安全政策会议。

#### 2011年

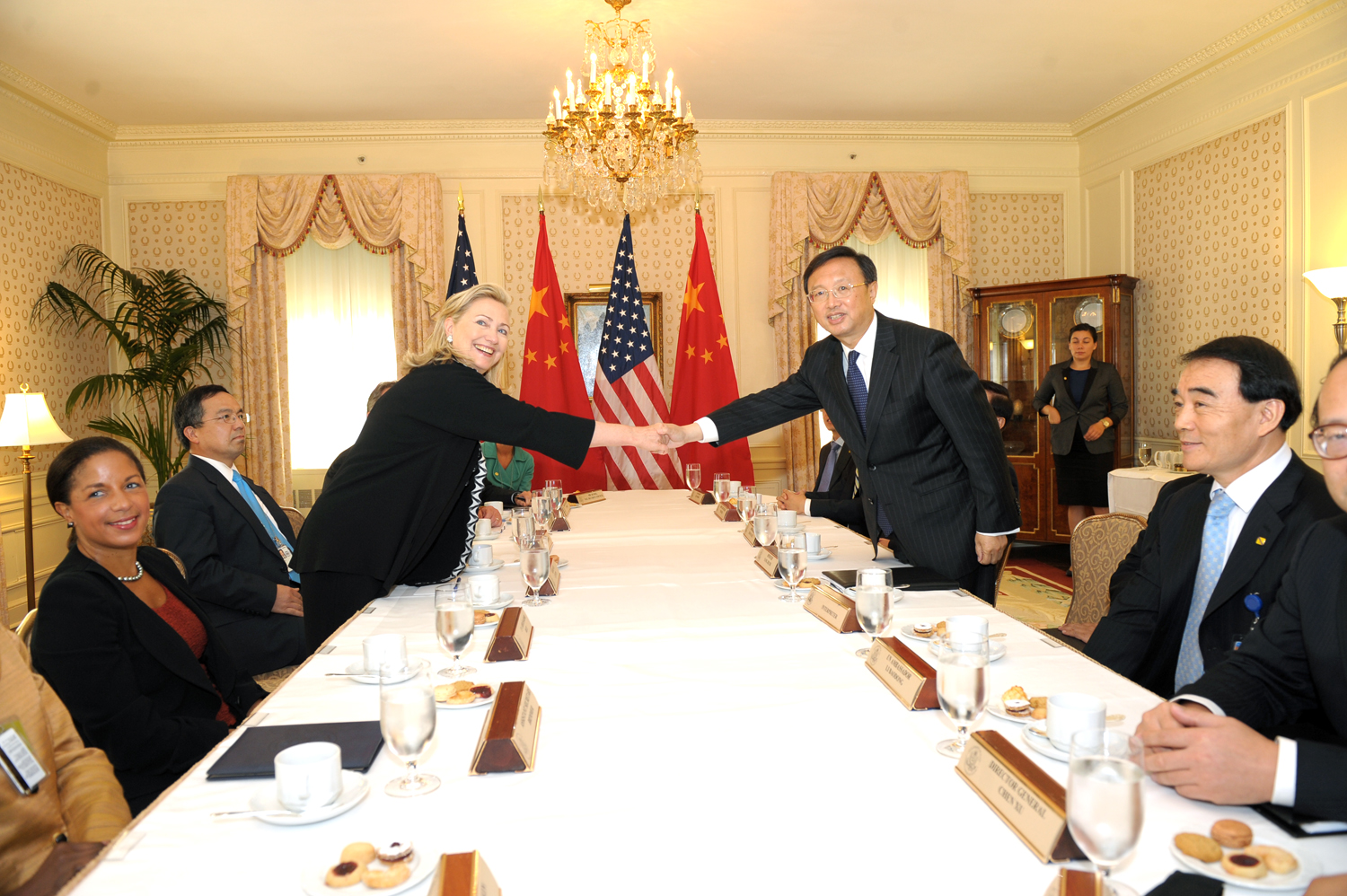
2011年9月6日，杨洁篪会见时任美国国务卿希拉里

2011年1月4日，外长杨洁篪在华盛顿白宫会见了美国总统奥巴马；同日，他与美国参议院外委会首席成员卢格及众议院“美中工作小组”共同主席拉森、布斯坦尼、前共同主席、联邦参议员柯克及众议员鲍尔森等会面。随后他会见了美国国务卿希拉里·克林顿、美国财政部长盖特纳和商务部长骆家辉，为胡锦涛即将对美国进行国事访问有关准备工作及中美关系交换意见。1月6日，他与联合国秘书长潘基文会面。1月7日，在芝加哥会见芝加哥市市长理查德·戴利。1月10日，杨洁篪同来华访问的第65届联合国大会主席约瑟夫·戴斯举行会谈。1月11日上午，在北京会见了美国国防部长盖茨。1月18日至1月21日，他陪同胡锦涛对美国进行国事访问，期间两国发表《中美联合声明》，双方同意建设全面互利的经济伙伴关系。1月19日，杨洁篪与美国国务卿希拉里·克林顿分别代表中美两国政府在华盛顿签署了《关于建立中美省州长论坛以促进地方合作的谅解备忘录》，支持中国人民对外友好协会和美国全国州长协会建立中美省州长论坛。

#### 2012年

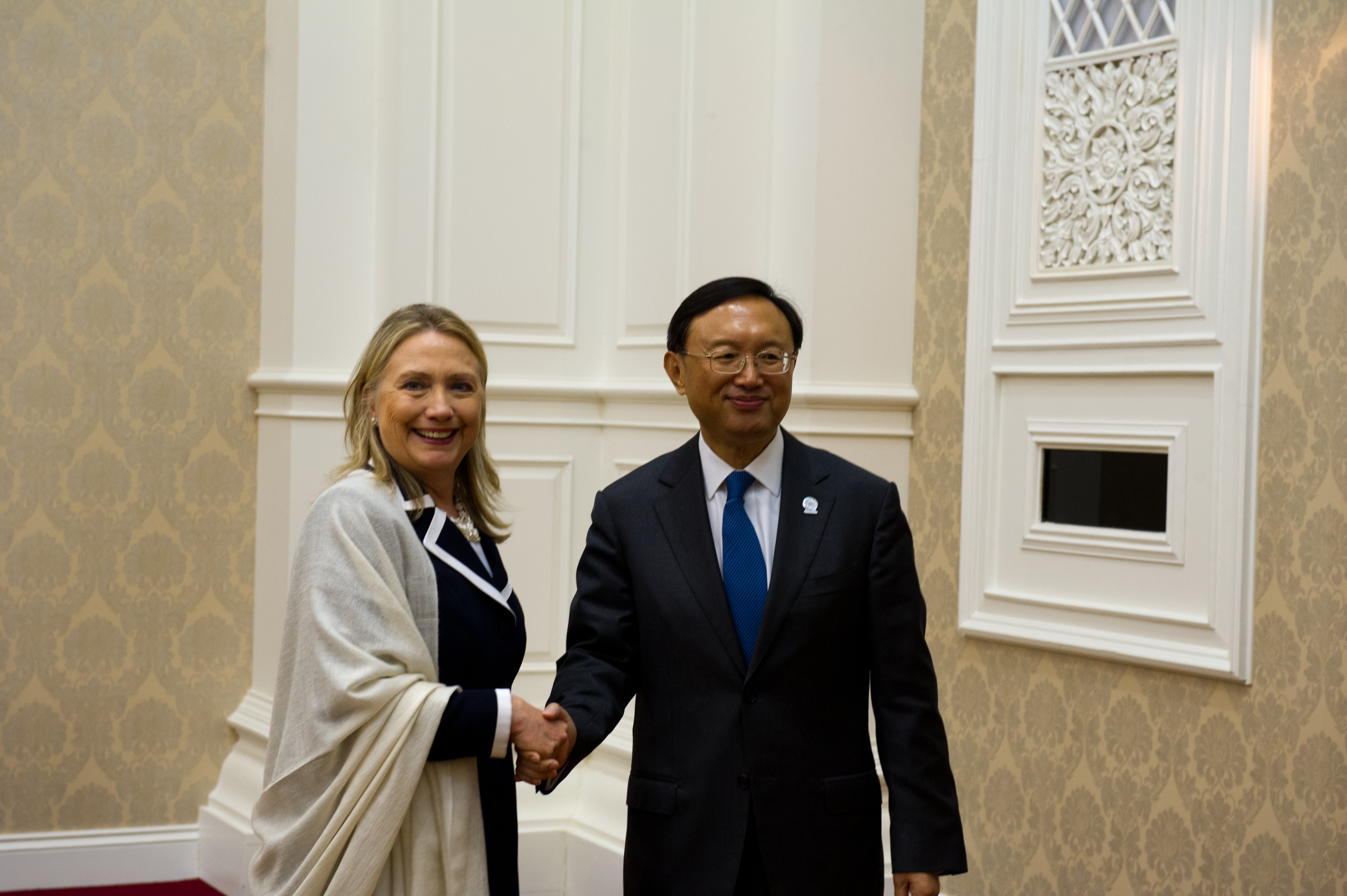
2012年6月12日，杨洁篪与美国国务卿希拉里·克林顿会面

1月3日，杨洁篪外长访问科特迪瓦，并与科特迪瓦总统瓦塔拉会面。1月4日，他抵达尼日尔，同尼日尔外交部长巴祖姆会谈，并与尼日尔总统优素福会面。1月5日，同纳米比亚外长乌托尼举行会谈。1月12日，他在北京篪蒙古国外长赞达沙塔尔会谈。1月13日，会见来华出席中美“二轨”高层对话第三次会议的美国前国务卿基辛格。2月6日，同柬埔寨副首相兼外交国际合作部大臣会谈。2月8日，在北京会见印度外长克里希纳。2月12日，同来华访问的越南外交部长范平明举行会谈。2月13日至17日，杨洁篪陪同国家副主席习近平访问美国。2月28日，在北京同来访的哥伦比亚外长奥尔古因举行会谈。2月29日至3月2日，他出访印度、韩国。3月1日，在新德里同印度外长克里希纳举行了会谈，为金砖国家领导人第四次会晤做准备；同日他与印度总理辛格会面。3月2日，杨洁篪在首尔与韩国总统李明博会面。3月8日，杨洁篪在北京会见澳门特别行政区行政长官崔世安，期间杨洁篪感谢特区政府对外交部和驻澳门公署工作的支持。3月16日，与以色列副总理兼外长利伯曼举行会谈。3月21日，他在北京与来访的埃及外长阿姆鲁举行会谈
3月25日至4月2日，杨洁篪陪同中共中央总书记、国家主席胡锦涛出席在韩国首尔举行的核安全峰会，在印度新德里举行的金砖国家领导人第四次会晤，并对柬埔寨进行国事访问。4月5日，他在京与新西兰外长麦卡利举行会谈。4月7日，第六次中日韩外长会议在中国浙江宁波举行，杨洁篪负责主持会议。同日他与日本外相玄叶光一郎、韩国外长金星焕会谈。三国外长沟通了朝鲜发射光明星3号人造卫星事件，并决定尽快缔结中日韩投资协定，尽早启动中日韩自贸区谈判，加快中日韩循环经济示范基地建设，并继续推动第五次中日韩领导人会议进展。
4月20日至27日，杨洁篪陪同国务院总理温家宝对冰岛、瑞典、波兰进行访问，并出席德国汉诺威工业博览会开幕式及中国伙伴国活动。5月2日，他在北京与来访的赞比亚外长卢宾达举行会谈。

### 升任国务委员

#### 2013年
2013年3月16日，第十二届全国人大第一次会议决定，根据李克强总理的提名，任命杨洁篪为国务委员，晋身党和国家领导人，并不再担任外交部长，由国务院台湾事务办公室原主任王毅接任外交部长。同日习近平签署《中华人民共和国主席令》（第二号）正式任命。同年8月起，杨洁篪兼任中共中央外事工作领导小组办公室主任。12月6日，杨洁篪与南非、巴西、俄罗斯、印度高级官员出席在南非开普敦举行的金砖国家安全事务高级代表第四次会议。

#### 2014年

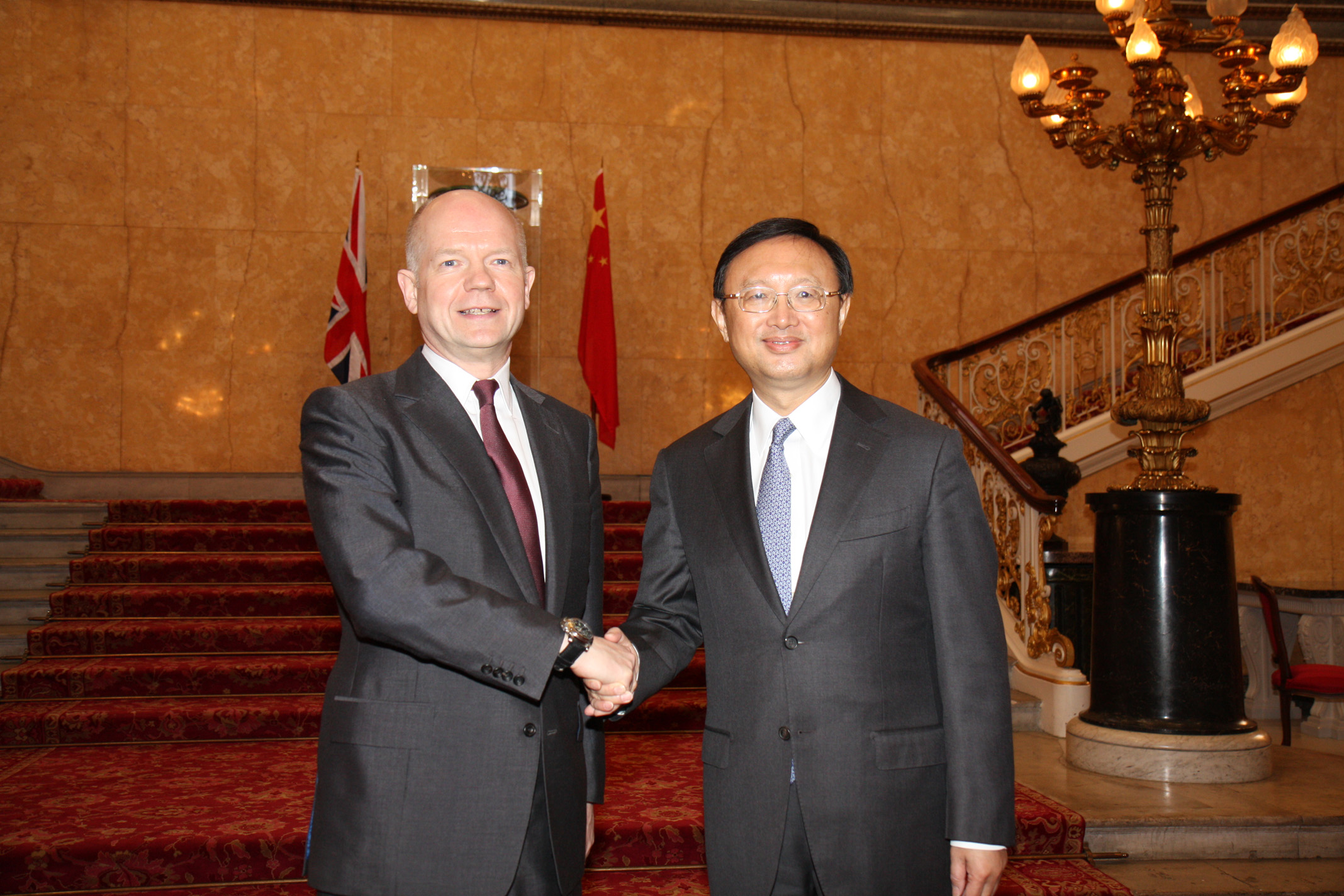
2014年2月27日，杨洁篪与英国首席大臣威廉·黑格会谈

2014年2月6日，他陪同中共中央总书记、国家主席习近平访问俄罗斯，出席第二十二届冬季奥林匹克运动会开幕式。2月10日至11日，他以中方特别代表身份，在印度新德里与印方特别代表、国家安全顾问梅农进行中印边界问题特别代表第十七次会晤。2月25日至3月1日，国务委员杨洁篪访问法国、英国和荷兰。6月18日在越南同范平明举行中越双边合作指导委员会团长会晤。8月28日至30日对新加坡进行访问。10月20日，他在美国华盛顿会见了美国国家安全事务顾问苏珊·赖斯，为次月奥巴马出席在北京举行的亚太经合组织领导人非正式会议做准备。12月30日至31日，访问柬埔寨并主持中柬政府间协调委员会第二次会议。

#### 2015年

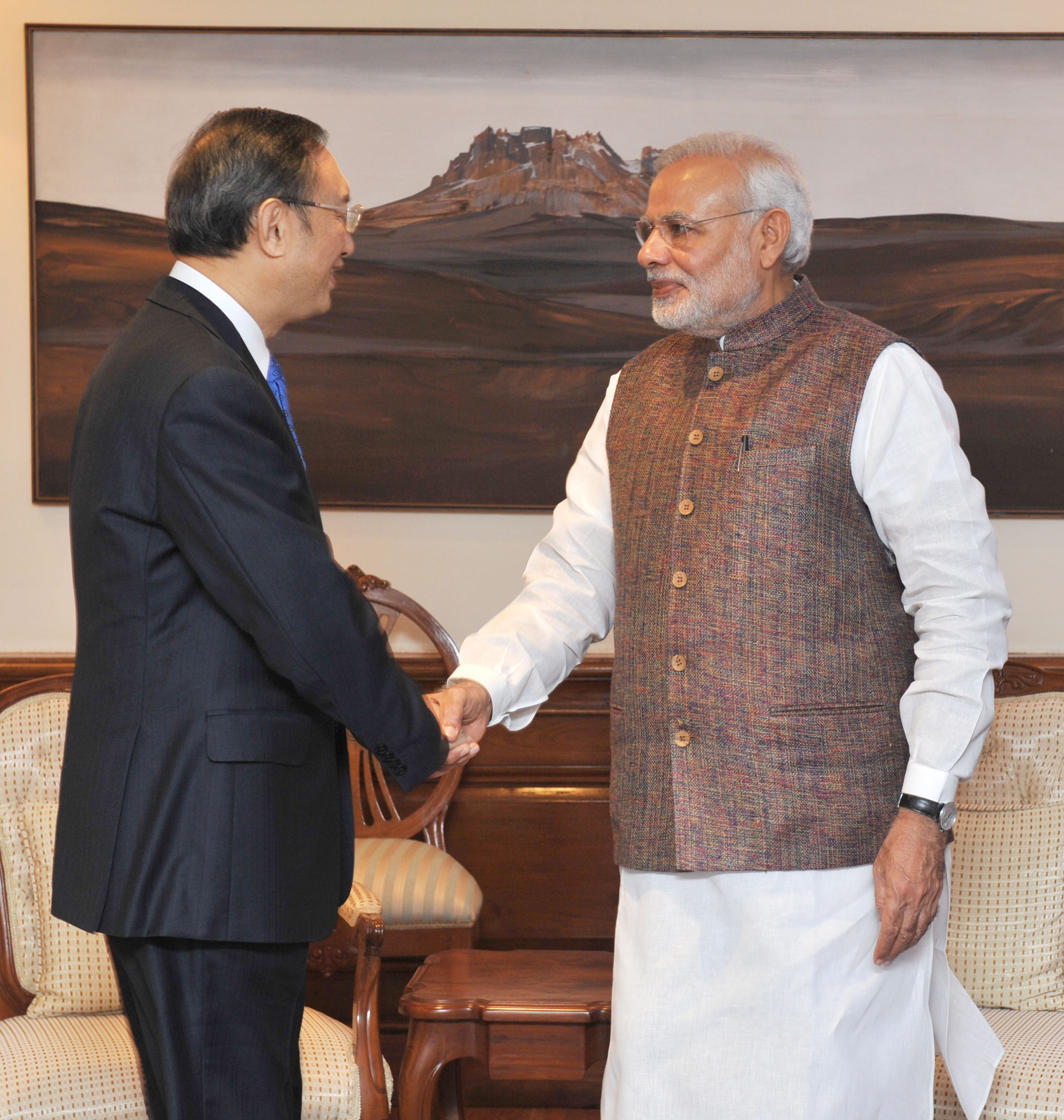
2015年3月24日，杨洁篪与印度总理莫迪会面

2015年1月24日，他作为习近平主席特使，前往沙特阿拉伯吊唁沙特国王阿卜杜拉逝世。2月6日至11日，赴德国出席第51届慕尼黑安全会议并访问阿尔及利亚、津巴布韦和乌干达。3月23至24日，他作为中方特别代表，赴印度参加中印边界问题特别代表第18次会晤。5月25日至26日，赴莫斯科出席金砖国家安全事务高级代表第五次会议并举行中俄第十一轮战略安全磋商。10月9日至11日对南非进行正式访问。10月13日至14日，应日本国家安全保障局长谷内正太郎邀请，杨洁篪在东京与谷内局长举行第二次中日高级别政治对话。

#### 2016年
2016年5月4日至10日访问塞内加尔、乍得、马来西亚并赴印度尼西亚出席中印尼高层经济对话第二次会议。6月10日，在布鲁塞尔欧盟总部与莫盖里尼举行第六轮中欧高级别战略对话。7月18日至20日，赴俄罗斯出席中国长江中上游地区和俄罗斯伏尔加河沿岸联邦区地方合作理事会首次会议。

### 升任政治局委员

#### 2017年
2017年10月25日，67岁的杨洁篪在中共十九届一中全会上当选中共中央政治局委员。这是时隔15年后，再一次有高级外交官进入中共中央政治局，上一位进入中共中央政治局的外交官还是2002年卸任的钱其琛。12月19日，会见意大利外长阿尔法诺，同日与法国总统外事顾问埃蒂安举行中法战略对话。12月22日，中印边界问题特别代表第二十次会晤在新德里举行，杨洁篪同印度国家安全顾问多瓦尔进行会谈，并会见了印度总理莫迪。

#### 2018年
2018年1月11日，在北京会见英国首相国家安全顾问塞德维尔。3月19日卸任国务委员职务，专任中央外事工作委员会办公室主任。9月29日，在北京会见哥斯达黎加前总统奥斯卡·阿里亚斯·桑切斯。10月18日，在俄罗斯索契出席瓦尔代国际辩论俱乐部年会外交议题讨论会并发表讲话。11月9日，杨洁篪在华盛顿主持第二轮中美外交安全对话后，同国务委员兼国防部长魏凤和，以及美国国务卿蓬佩奥和国防部长马蒂斯共同会见记者。

#### 2019年

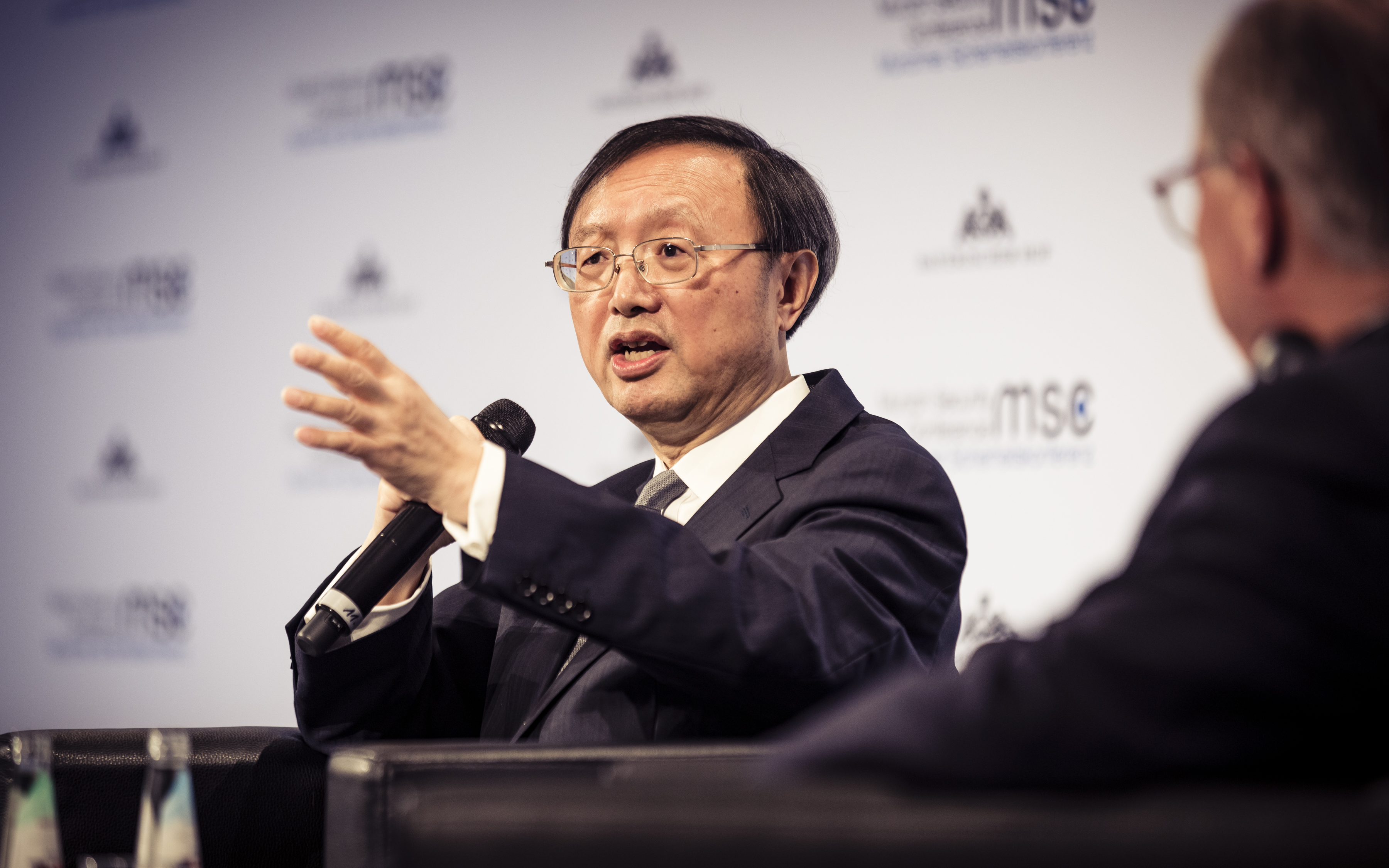
2019年2月出席慕尼黑安全会议的杨洁篪

2月15日至17日，赴德国出席第55届慕尼黑安全会议。5月16日至18日访问日本，并同谷内局长举行第六次中日高级别政治对话。17日拜会了安倍晋三首相并与河野太郎外务大臣进行了会谈。
2019年9月，他访问肯尼亚、尼日利亚、塞拉利昂，就推进双边关系以及共同关心的国际和地区问题交换意见。10月17至18日，杨洁篪率团在巴西利亚出席第九次金砖国家安全事务高级代表会议，为11月金砖国家领导人会晤进行政治准备。11月1日，他在钓鱼台国宾馆出席“北京论坛”（2019）开幕式并发表主旨演讲。11月21日，他在北京会见来华出席第十一届中美政党对话的美国共和、民主两党代表团，他表示希望双方用好政党对话平台促进沟通。
12月16日，杨洁篪在北京出席纪念中国人民外交学会成立70周年招待会并致辞。12月18日，会见乌干达总统穆塞韦尼。12月19日，他访问刚果共和国并会见萨苏总统。12月20日，他在达喀尔会见塞内加尔总统萨勒。12月22日，杨洁篪在北京集体会见出席“一带一路”国际合作高峰论坛咨询委员会第二次会议的咨委会委员。

#### 2020年

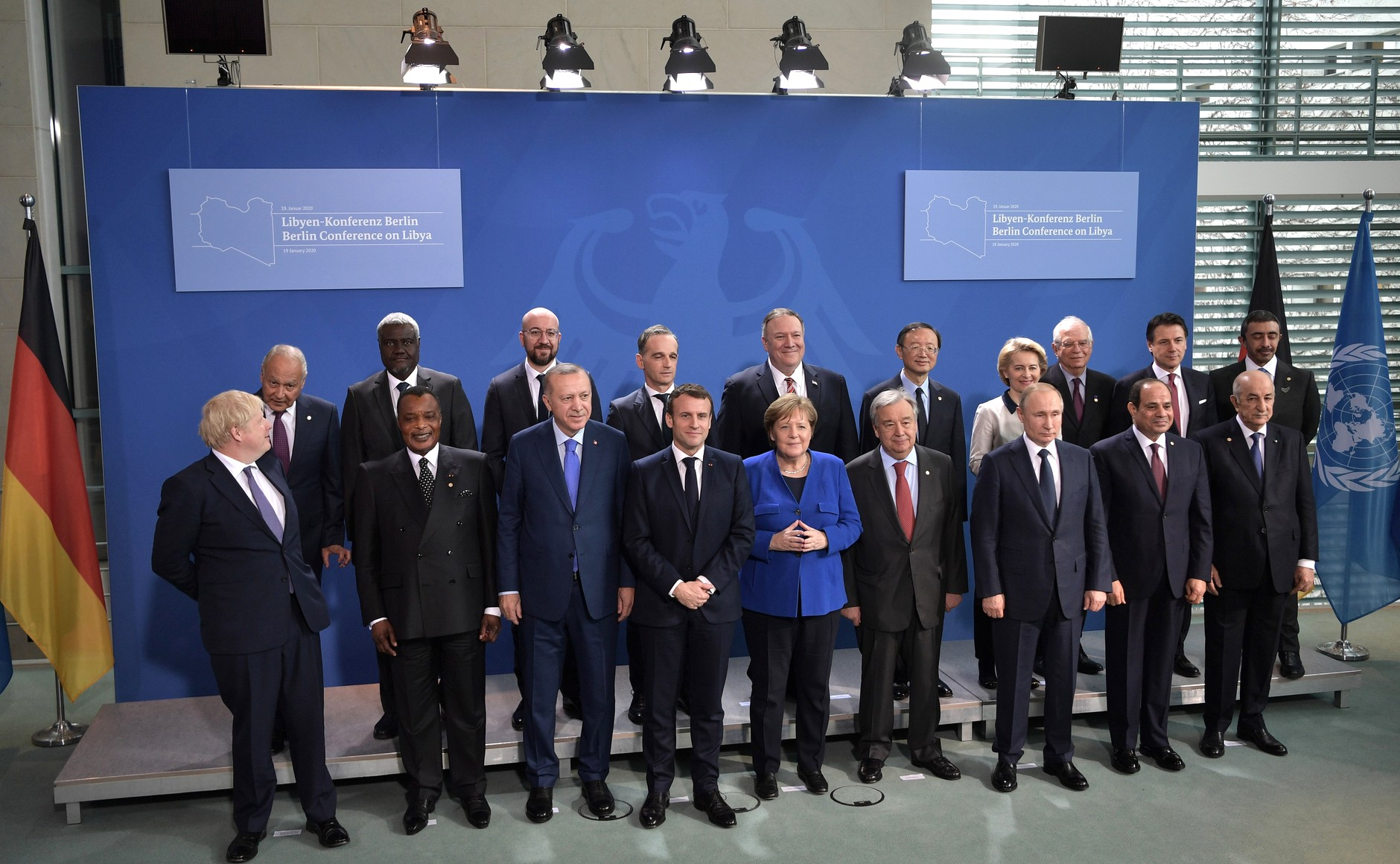
2020年1月19日，杨洁篪代表中国出席利比亚问题柏林峰会

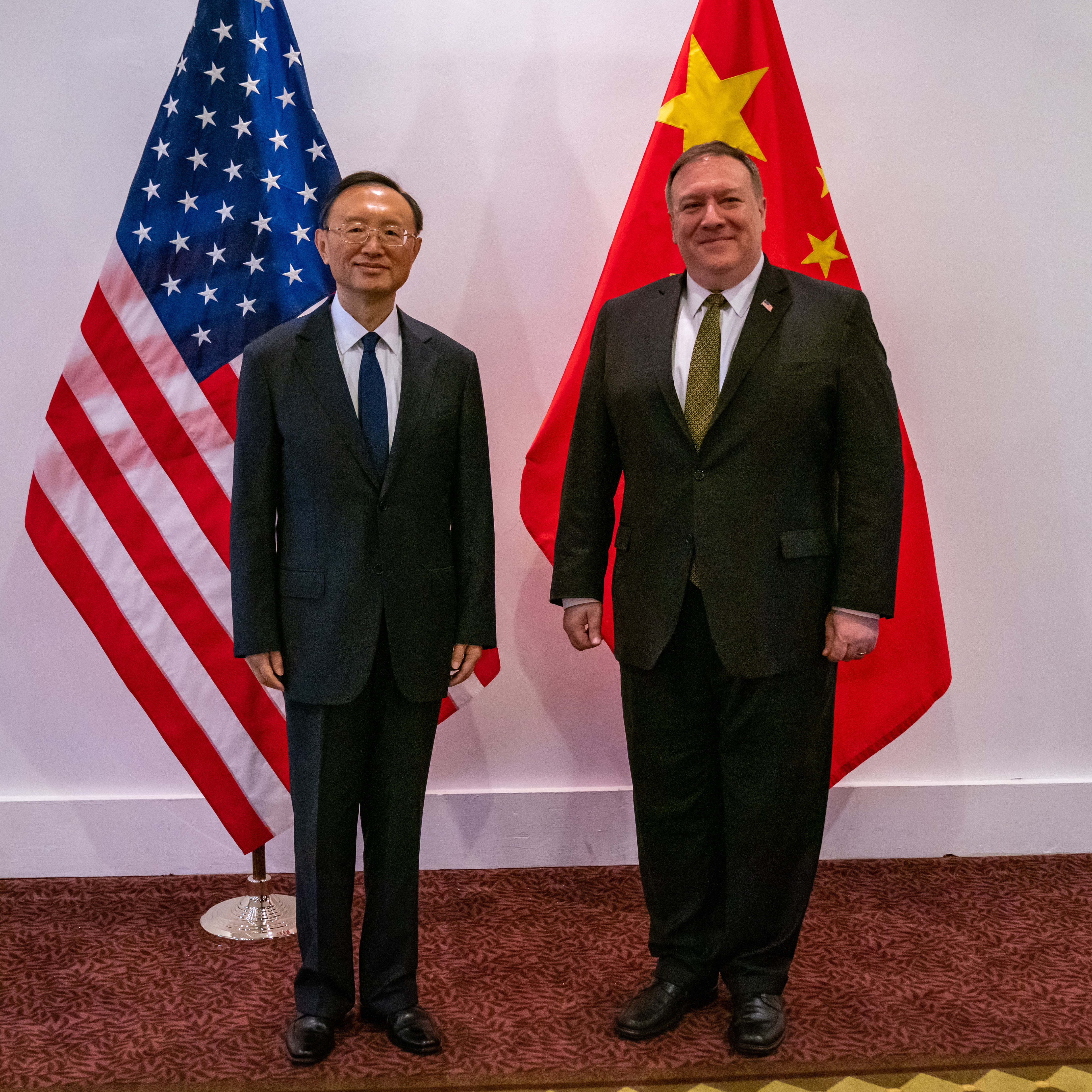
2020年6月，杨洁篪应约同美国国务卿蓬佩奥在夏威夷举行对话

为解决自第二次利比亚内战局势不断恶化的情况，联合国加大斡旋力度，于2020年1月19日在柏林召开利比亚问题柏林峰会。杨洁篪作为习近平主席特别代表，赴德国出席；峰会通过了关于利比亚问题的公报。期间杨洁篪会见欧洲理事会主席米歇尔、德国总理默克尔。
4月15日，他应约同美国国务卿蓬佩奥通电话。5月初中印边境冲突爆发，印度国家安全顾问阿吉特·多瓦尔与杨洁篪进行会谈，并坚持印中两国有足够的双边机制循外交途径解决边境冲突。6月16日至17日，杨洁篪应约同美国国务卿蓬佩奥在美國夏威夷举行对话。8月14日，前往越南驻华使馆，吊唁原越共中央总书记黎可漂逝世。8月20日，会见新加坡总理李显龙。8月22日，在釜山同韩国国家安保室长徐薰举行磋商。
9月1日，杨洁篪访问缅甸，并与缅甸总统温敏、国务资政昂山素季、缅甸国防军总司令敏昂莱会面，并表示中国会优先共享疫苗技术给缅甸。9月3日，他到访西班牙，并与西班牙首相佩德羅·桑切斯、西班牙外交大臣阿兰查·冈萨雷斯在马德里进行会谈。9月4日，他访问希腊，并在雅典与希腊总统卡特琳娜·萨凯拉罗普卢、总理基里亞科斯·米佐塔基斯会谈。9月24日，出席由中国人民对外友好协会、古巴驻华大使馆共同举办的庆祝中古建交60周年招待会，并会见古驻华大使佩雷拉。
10月9日，他访问斯里兰卡，并与斯里兰卡总统戈塔巴雅·拉贾帕克萨和总理马欣达·拉贾帕克萨会面，双方表示继续推动科伦坡港口城和汉班托塔港综合开发等项目。10月10日，他访问阿联酋，并与阿联酋阿布扎比王储穆罕默德·本·扎耶德·阿勒納哈揚会面。10月11日，他访问阿尔及利亚，并在阿尔及尔会见阿尔及利亚总统特本，随后与阿尔及利亚外长布卡杜姆会谈。10月12日，他继续访问塞尔维亚，在贝尔格莱德与塞尔维亚总统武契奇会见。11月27日上午，第十七届中国—东盟博览会和中国—东盟商务与投资峰会在广西南宁开幕。杨洁篪出席开幕式、巡视博览会展馆并集体会见东盟国家和巴基斯坦驻华使节。

#### 2021年
2021年1月29日，杨洁篪视频会见第75届联大安理会改革政府间谈判机制共同主席、波兰常驻联合国代表维罗涅卡和卡塔尔常驻联合国代表阿尔萨尼。2月2日，在北京同美国美中关系全国委员会举行视频对话。2月6日，杨洁篪应约同美国国务卿布林肯通电话。应卡塔尔、乌干达、赞比亚、科威特政府邀请，杨洁篪于2月19日至23日对上述四国进行正式访问。2月20日，卡塔尔埃米尔塔米姆·本·哈邁德·阿勒薩尼在多哈会见杨洁篪。
3月18日至19日，中美兩國高層，包括美国国务卿布林肯及白宮國家安全顧問苏利文和中国国务委员兼外交部長王毅及中央外事工作委员会办公室主任杨洁篪等，在阿拉斯加安克拉治舉行拜登总统任期內首次面對面會談。双方代表两日内共展开了三轮会议，会议大部分时间闭门进行，但向媒体开放、约定只限于各二分钟的开场白部分，却因双方激烈交锋而延长至一个小时以上。此次会谈结束后，双方没有发表联合声明，也没有召开联合记者会。3月31日，杨洁篪在北京分别会见柬埔寨驻华大使西索达、老挝驻华大使坎葆、科威特驻华大使赛米赫。各方表示支持中国“一国两制”方针并支持中国在涉港问题上的正当立场。

#### 2022年
8月17日，日本國家安全保障局秋葉剛男訪問天津，楊潔篪就中日雙方外交問題交換意見，並對俄烏局勢以及持續進行核能與導彈開發的朝鮮形勢進行了磋商。秋葉在會談中傳達了日方立場。他對中國向日本專屬經濟區（EEZ）內發射5枚彈道導彈一事表達了關切和抗議，強調台海和平穩定的重要性。楊潔篪對秋葉剛男說，台灣是中國領土不可分割的一部分，台灣問題事關中日關係的政治基礎和兩國的基本信任。

### 退休
2022年10月23日，72岁的杨洁篪在中共二十届一中全会后卸任中共中央政治局委员，并在2023年1月1日卸任中央外事办主任一职退休，由王毅接任。

## 个人生活
杨洁篪的业余爱好比较广泛，他酷爱读书、音乐、书法和乒乓球。他担任过外交部京剧协会名誉会长；2008年外交部京剧演唱会上，杨洁篪最后上台，扮演陈宫演唱《捉放曹》。他还曾在外交部内部联欢会上高歌《敖包相会》。

## 家庭成員
- 女兒：Alice Yang，畢業於耶魯大學。[241]

## 评价
“温文尔雅、有儒家风范”这是中國共产党外交业人士对杨洁篪的性格评价。美国前总统老布什称杨洁篪为“老虎杨”（Tiger Yang）。原因有两个：其一，杨洁篪是1950年出生的，属虎。其二，他名字中的“篪”字里正好藏了一个“虎”字。

## 荣誉

### 外国勋章奖章
- 五等智者雅罗斯拉夫勋章（乌克兰，2010年8月31日公布[242]）
- 巴基斯坦新月勋章（2012年[243]）

## 外部連結
- China to restructure foreign affairs team in push for greater role on world stage, source says（页面存档备份，存于） （英文）
- C-SPAN內的頁面（英文）

| 中国共产党职务         | 中国共产党职务                                                             | 中国共产党职务 |
| ---------------------- | -------------------------------------------------------------------------- | -------------- |
| 前任： 戴秉国          | 中央外事工作领导委员会（小组）秘书长兼办公室主任 2013年8月－2023年1月      | 繼任： 王毅    |
| 前任： 戴秉国          | 中央对台工作领导小组秘书长 2013年8月－                                     | 現任           |
| 中華人民共和國政府职务 |                                                                            |                |
| 前任： 戴秉国          | 中华人民共和国国务委员（分管外事、侨务） 2013年3月－2018年3月              | 繼任： 王毅    |
| 前任： 刘延东          | 中华人民共和国国务委员（分管港澳事务） 2013年3月－2018年3月                | 繼任： 王毅    |
| 前任： 李肇星          | 中华人民共和国外交部部长 2007年4月－2013年3月                              | 繼任： 王毅    |
| 外交職務               |                                                                            |                |
| 前任： 李肇星          | 中华人民共和国驻美国大使 首任兼常驻美洲国家组织观察员 2001年2月－2005年3月 | 繼任： 周文重  |